# Skeptical Inquirer
Lo Skeptical Inquirer è un bimestrale americano pubblicato dal Committee for Skeptical Inquiry, associazione americana scettica, fondato nel 1976 come The Zetetic da Marcello Truzzi: l'anno successivo subisce uno scisma tra la parte di Truzzi, che sosteneva che scienza e pseudoscienza potessero convivere felicemente, e il resto del CSICOP, orientato ad una dura lotta alle affermazioni pseudoscientifiche.